# Harald Godredson

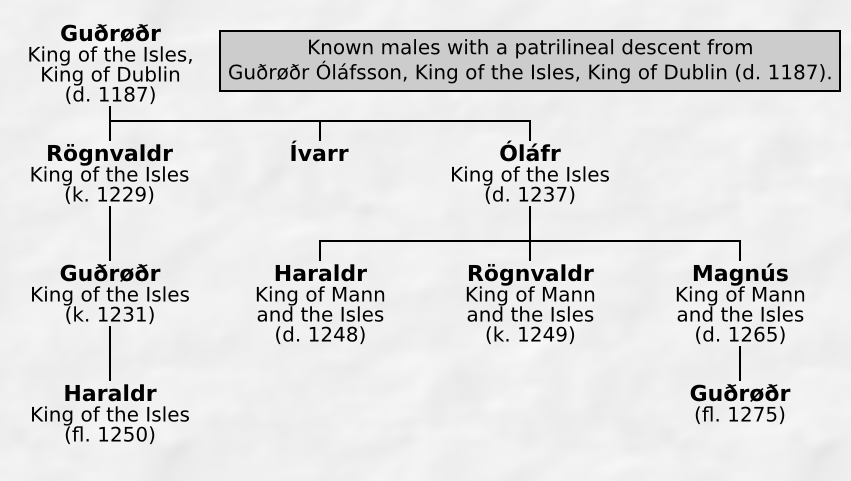
Stammbaum der Godfreysons

Harald Godredson (auch Haraldr Gudrodarsson oder Guðrøðarson; * vor 1223; † nach 1255) war von 1249 bis 1250 König der Isle of Man und der Inseln.

## Herkunft und Übergehung bei der Erbfolge der Isle of Man
Harald Godredson entstammte dem Geschlecht der Godfreysons, die vermutlich seit 1079 die Isle of Man sowie eine Reihe von Inseln der westschottischen Inseln beherrschten. Er war ein Sohn von Godred Don, dem ältesten Sohn von König Ragnvald. Sein Vater wurde 1223 von seinem Onkel Olaf während eines Machtkampfs gefangen genommen, geblendet und entmannt. Auf Grund dieser Verstümmelung plante Ragnvald, sein Reich an eine namentlich nicht bekannte Tochter zu vererben. Er überging damit die Erbansprüche von Godred Don und von dessen jungen Sohn Harald, stattdessen wollte er seine Tochter mit Thomas, einem unehelichen Sohn des bislang mit ihm verfeindeten Alan, Lord of Galloway verheiraten. Dies führte dazu, dass die Bewohner der Isle of Man 1225 gegen Ragnvald rebellierten, ihn von der Insel vertrieben und stattdessen Olaf die Krone anboten. 1231 musste Olaf Haralds Vater Godred Don als Herrscher der Isle of Lewis akzeptieren, doch dieser wurde wenig später ermordet.

## Erlangung und Verlust der Macht auf der Isle of Man
Nach Olafs Tod 1237 übernahm sein Sohn Harald Olafsson die Herrschaft auf Man. Harald Olafsson reiste 1247 zu König Håkon, der als König von Norwegen die Oberherrschaft über Man und die westschottischen Inseln hatte. Während der Rückreise erlitt er im Herbst 1248 Schiffbruch und ertrank. Die Nachricht von seinem Tod erreichte erst im Frühjahr 1249 die Isle of Man, worauf sein Bruder Ragnvald am 6. Mai 1249 zum neuen König erklärt wurde. Ragnvald wurde jedoch bereits am 30. Mai von einem Ritter namens Ivar bei Rushen ermordet. Ragnvald hatte bislang keine Kontakte zum norwegischen König gehabt, und die Umstände seines Todes sind unklar. Kurz nach seinem Tod wurde aber Harald Godredson zum König erklärt. Dieser hatte vielleicht den Tod von Harald Olafsson genutzt, um den alten Familienstreit fortzuführen, und war der Anstifter für den Mord an Ragnvald. Nach seiner Machtübernahme vertrieb er rasch die Ratgeber und Freunde von Harald Olafsson und berief die Anhänger seines Vaters und Großvaters aus dem Exil zurück. Der schottische König Alexander II. wollte diese Machtkämpfe auf der Isle of Man ausnutzen, um seine eigene Herrschaft auf den westschottischen Inseln auszuweiten. Er ließ die zu Man gehörenden Inseln Skye und Lewis plündern und besetzte Man. Nach dem Tod von Alexander II. im Juli 1249 wurde der schottische Feldzug gegen die westschottischen Inseln aber abgebrochen. Der norwegische König befahl nun Harald Godredson zu sich, damit er sich für seine Machtübernahme und wegen seiner angeblich tyrannischen Herrschaft verantworten sollte. Harald reiste daraufhin nach Norwegen. Während seiner Abwesenheit eroberte Magnus, ein weiterer Bruder des 1248 ertrunkenen Harald Olafsson, mit Hilfe seines Schwiegervaters Ewen Macdougall, dem Lord of Argyll, 1250 die Isle of Man. Von Harald Godredson ist nur noch wenig bekannt, nachdem er nach Norwegen gereist war. Offenbar versuchte er, die Unterstützung des englischen Königs Heinrich III. zu erhalten. Nachdem der englische König zunächst Haralds Ansprüche unterstützt hatte, erkannte er aber 1255 Magnus als König von Man an und entzog Harald seine Unterstützung.